# José Antonio Gutiérrez García
José Antonio Gutiérrez García (Rancagua, Chile, 1823 aprox.-Santiago, Chile, 25 de marzo de 1891), fue un militar chileno que participó en la Revolución de 1851, en la guerra hispano-sudamericana, en las Campañas de Ocupación de la Araucanía, la guerra del Pacífico y la Guerra Civil de 1891.

## Reseña biográfica
José Antonio Gutiérrez nació en Rancagua aproximadamente en 1823, hijo de don José Rosauro Gutiérrez y doña Pastorisa García. Casado con doña Eloisa De la Vega Pizarro fue padre de 6 hijos. Se incorporó al Ejército de Chile el 14 de abril de 1846 como Sargento 2° de Armas de Infantería. Participó en la Revolución de 1851 mientras aún era Subteniente del Chacabuco apoyando en primera instancia a las fuerzas liberales en contra de don Manuel Montt. Debido a esto fue llevado a consejo de guerra, condenado muerte, pero conmutado a 4 años de cárcel y dado de baja del Ejército (finalmente cumpliría 10 años de destierro).
El 30 de enero de 1863 es dado de alta en el Ejército, incorporándose con el grado de teniente.
Durante la guerra hispano-sudamericana, realizó la campaña al norte de la república desde el 17 de noviembre de 1865 hasta el 16 de agosto de 1866, hallándose en el bloqueo que la Escuadra Española puso al puerto de Coquimbo, desde el 5 de diciembre de 1865 hasta el 14 de abril de 1866
Fue ascendido a Capitán mientras se encontraba destinado en Curicó el 20 de abril de 1866.
Don José Antonio Gutiérrez participó en las campañas de la Araucanía desde el 5 de julio de 1867 hasta el 14 de noviembre de 1871, formando parte del regimiento 8° de línea bajo las órdenes del comandante don Orozimbo Barbosa, en donde ascendió a Sargento Mayor el  16 de abril de 1869. Durante los primeros días de 1870 comandó las fuerzas solicitadas por el Cacique Catrileo para garantizar su protección y la de las demás tribus del Valle de Purén.
En la guerra del Pacífico, inició la campaña de Tarapacá en octubre de 1879 como Sargento Mayor en el Batallón Coquimbo, pero posteriormente pasaría a formar parte como del 3° de Línea como Teniente Coronel, en donde destacaría por su participación en el Asalto y Toma del Morro de Arica. Luego de esto asumiría como Comandante de dicho regimiento por el resto de la campaña terrestre de Lima y de la Sierra hasta el 3 de agosto de 1884.
Durante el gobierno de don José Manuel Balmaceda, se desempeñará como Jefe de la 2° División "Valparaíso" hasta el día de su muerte un  25 de marzo de 1891 debido a una afección cardíaca. Luego de esto sería reemplazado en su puesto por el General  don José Miguel Alcérreca.
Actualmente sus restos descansan en la bóveda familia Gutiérrez de la Vega (número 4143), ubicada al interior del Patio 53 del Cementerio General de Santiago.

## Revolución de 1851
Durante la jornada del 20 de abril de 1851, el Subteniente del Chacabuco don José Antonio Gutiérrez se hallaba al mando de la guardia de la cárcel pública de Santiago, cuando aproximadamente a las tres de la mañana se le aparece el Coronel Urriola quien le solicita la rendición de su guardia además de que se una a los amotinados y ponga en libertad a algunos de sus prisioneros, a lo que accede luego de entregar su espada en señal de rendición.

José Antonio Gutiérrez y todos los miembros del Chacabuco, regimiento el cual fue creado por el Coronel Urriola, sentían por su Coronel especial cariño y confianza, lo que explica la disposición inicial de él y su tropa por seguir sus órdenes, pero a medida que avanzó la jornada se cambiarían de bando pasándose al regimiento que protegía el cuartel de artillería.
“Al mando de su guardia anduvo con el batallón Valdivia i populacho amotinado, por la Cañada i calles contiguas hasta tomar parte en el ataque definitivo que hicieron al cuartel de artillería en el cual decía a sus soldados, según su propia confesión i deposición de un testigo: «a que manifestasen valor, que no se separasen de, él i que si lo veían acobardar o separarse de ellos le diesen un balazo». Bien es verdad, que respondiendo al cargo que se les hizo en su confesión por estas palabras, dice que lo hizo para tener su guardia reunida i con ella poder pasarse al mencionado cuartel en la primera oportunidad que se le presentase”(Historia de la jornada del 20 de Abril de 1851 Una Batalla en las Calles de Santiago. Benjamín Vicuña Mackenna)
Por su participación en la revolución sería sentenciado a ser pasado por las armas, pena la cual se conmutaría por la pérdida de su empleo y a cuatro años de presidio ya que fue indultado por pasarse al lado de la artillería. Finalmente cumpliría una pena de 10 años de destierro dictada por el Consejo del Estado.

## Guerra del Pacífico
En octubre de 1879 inició la Campaña de Tarapacá con el grado de sargento mayor desempeñándose como 2° Jefe del Batallón Cívico N.º 1 “Coquimbo” combatiendo junto a este cuerpo en el Asalto y Toma de Pisagua el 2 de noviembre de 1879, a las órdenes del General de Brigada don Erasmo Escala y en la Batalla de Dolores (San Francisco) el 19 del mismo mes y año a las órdenes del Coronel Jefe del Estado Mayor General don Emilio Sotomayor. El 6 de noviembre de 1871 pasa como 2° Jefe al Regimiento 3° de Línea, combatiendo en la Batalla de Tacna el 26 de mayo de 1880 a las órdenes de Sr. General en Jefe don Manuel Baquedano y En el Asalto y Toma de Arica el 7 de junio del mismo año a las órdenes del Coronel don Pedro Lagos.
 

El 8 de junio de 1880 sería nombrado 1.er Jefe del Regimiento 3° de Línea. Debido a la remoción del Coronel don Ricardo Castro de este cuerpo dada su mala actuación en la Batalla de Arica, donde don José Antonio Gutiérrez fue en realidad el verdadero Jefe del regimiento.
"Don José Antonio Gutiérrez, teniente coronel de Ejército, tenía el comando del 2º Batallón del 3º de línea; y fue, en esa jornada, el real y verdadero jefe de su regimiento, porque en verdad, como luego lo veremos, don Ricardo Castro, brilló por su ausencia"(Asalto y toma de Arica 7 de junio de 1880. Nicanor Molinare)
Durante la Campaña de Lima se encontró en los siguientes hechos de armas: Sorpresa de El Manzano el 27 de diciembre de 1880 a las órdenes de don Orozimbo Barboza; Reconocimiento y Hecho de Armas del Valle de Até el 9 de enero de 1881 a las órdenes del mismo Jefe. En las Batallas de Chorrillos y Miraflores los días 13 y 15 de enero de 1881 respectivamente, a las órdenes del General en Jefe don Manuel Baquedano.
Comenzando la Campaña de la Sierra asciende al grado de Coronel Graduado el 31 de marzo de 1881. En diciembre de 1881 mandó una división que salió desde Camacho con el objetivo de dispersar las montoneras organizadas en el Valle de Lurín, fue comisionado por el Jefe de la División del centro para mandar las fuerzas que atacaron los pueblos de Huaripampa, Muqui, Huancani y Muquillape los cuales fueron destruidos en el ataque. El 10 de mayo de 1882 por disposición del General en Jefe, mandó una división, de las 3 armas que ocupó la plaza de Cerro Pasco en el interior del Perú. Combatió en los ataques por las montoneras el 29 y 30 de julio de 1882 entre Chosica y Chicla, con motivo de la retirada de la División del Centro, al mando del Coronel don Martiniano Urriola. Tomó el Puente del Izcuchaca el 15 de septiembre de 1883 con motivo de la expedición a Ayacucho a las órdenes del mismo Coronel.  El 27 de noviembre de 1883, por disposición del General Jefe, tomó el mando de la División del Centro y con ella ocupó las plazas de Tarma, Huancayo y Jauja, hasta incorporarse al grueso del Ejército acantonado en Chorrillos. Termina la campaña en El Perú el 3 de agosto de 1884.